# IPhone 8
iPhone 8與iPhone 8 Plus 是蘋果公司設計、開發與銷售的兩款智慧手機，作為iPhone 7和iPhone 7 Plus的續作，發布會上連同iPhone X（音同iPhone 10，晚約2個月出貨）一起於2017年9月12日在蘋果園區史蒂夫·喬布斯劇院（Steve Jobs Theater）由提姆·庫克發佈。
iPhone 8跳過7s的命名模式，具有Qi標準無線充電，故回歸使用玻璃背板與IP67防水功能，體積和重量略有增加，搭載64GB與256GB兩種版本，2019年9月追加128G版本。

## 詳細規格
- 中央处理器：64 位元架構「A11 Bionic」處理器：包含每秒能夠演算出6000億筆指令、被蘋果公司命名為Neural Engine的神經網路專用加速硬體，內嵌式 M11 動態協同處理器。A11 Bionic為6核處理器，10纳米級别，高效能核心的效能比起 A10 提升 25%，至於節能核心的效能更比 A10 高出 70%。由台積電所代工生產。
- 圖形處理器：iPhone 8和 8 Plus加入 AR 遊戲，對 iPhone 的圖像處理能力要求提升不少。在全新 iPhone 之下，Apple 加入自行研發的神經引擎 GPU，運算效能比起 A10 提高 30%，但如果以 A10 相同效能下，耗電量則只有一半，代表在新 iPhone 玩遊戲時將可以有更流暢畫面之餘，遊戲時間亦有所增加。
- 顯示器：4.7吋(iPhone 8)其解析度为(1334x750/326 ppi)/ 5.5吋(iPhone 8 Plus)其解析度为(1920x1080/401 ppi) 的Retina HD 顯示器、True Tone 顯示、寬廣色域顯示 (P3)、3D Touch、625 cd/m2 最大亮度 (典型)、防指紋的抗脂塗層、支援同時顯示多國語言及文字。
- 相機：iPhone 8 加強強化主鏡頭。雖然像素與去年的 iPhone 7 / 7 Plus 一樣也是 1,200 萬像素，也一樣是雙鏡頭，不過今次飽和度更高，成像品質有著顯著的提升，以遠攝鏡頭拍攝較遠物件時，又或者拍片方面可以有更清晰數位穩定的效果。此外，官方亦表示新相機擁有更大及支援更快速運算的感光元件，透過軟體還能合成出更自然的照片。
- 防水防尘：两款机型在IEC 60529标准下均达到IP67級別。
- 顏色：

| 顏色 | 名稱     | 英語         | 備註                                                                     |
| ---- | -------- | ------------ | ------------------------------------------------------------------------ |
|      | 太空灰   | Space Gray   | 正面為黑色                                                               |
|      | 銀色     | Silver       | 正面為白色                                                               |
|      | 金色     | Gold         | 正面為白色                                                               |
|      | (產品)紅 | (PRODUCT)RED | 正面為黑色（2018年4月9日發佈、2018年4月13日開始發售，2018年9月停止销售） |

## 電池
iPhone 8系列的新加入的特徵是快充能力。但在2017年10月初，台灣、香港、日本、加拿大、希臘、中国大陆、美國分別出現多起電池膨脹事件。同年11月，韓國出現首例電池膨脹。電池由三星和LG兩家公司提供，根據調查所有膨胀的電池都产自三星。電池雖然縮小，但透過節能設計，續航力可與7系列約略相同，另外，經非官方測試，證實可以在沉過液態氮還能正常使用。

## 主板缺陷问题
2018年8月31日，苹果公司发布iPhone 8主板更换计划，在2017年9月至2018年3月生产的iPhone 8 设备中，有极少数设备存在制造缺陷，此故障影响了在澳大利亚、中国大陆、香港、印度、日本、澳门、新西兰和美国销售的iPhone 8型号，有缺陷的设备可能会出现意外重新启动、屏幕死机或无法开机。根据序列号确定符合条件的用户，苹果公司将会免费提供维修。此问题不会影响iPhone 8 Plus和其他iPhone。

## 軟體
iPhone 8和iPhone 8 Plus支援iOS 11、iOS 12、iOS 13、iOS 14、iOS 15、iOS 16。
2023年6月，蘋果公司發布iOS 17，宣布iOS 17將不支援iPhone 8和iPhone 8 Plus。

### iPhone产品时间线
| iPhone型號年表 |
| -------------- |
|                |